# Kleinvollstedt
Der Ort Kleinvollstedt, auf Platt Lütten Vollstedt, ist ein Ortsteil der Gemeinde Emkendorf in der Nähe des Naturparks Westensee in Schleswig-Holstein.
Als Ansiedlung ist Kleinvollstedt wohl älter als das Gut Emkendorf selbst. Seit alters her besitzt Kleinvollstedt keinen rechten Dorfkern, sondern erstreckt sich beiderseits der nach Süden von Gut Emkendorf ausgehenden Emkendorfer Straße. Abgesehen davon gibt es nur wenige kleinere Seitenstraßen. Außerdem hat Kleinvollstedt seit über 300 Jahren eine Schule.
Kleinvollstedt gehörte zum Gut Emkendorf, seine Einwohner waren Leibeigene des Herren auf Emkendorf. Erst zum letztmöglichen Zeitpunkt, zum 1. Januar 1805, wurde die Leibeigenschaft aufgehoben. Grund und Boden blieben weiter im Besitz des Gutsherren, er wurde an die ehemaligen Leibeigenen verpachtet. Erst 1921 wurden diese sogenannten Rentengüter des „Pachtdorfes“ an die bisherigen Pächter verkauft und somit Kleinvollstedt zu einem „freien“ Dorf. Als Folge dieser neuen Freiheit musste beispielsweise die Freiwillige Feuerwehr Kleinvollstedt gegründet werden.
Kirchlich gehört Kleinvollstedt zu Westensee. Die Matthias-Claudius-Kapelle neben dem Friedhof wurde 1965 nach dem von dem Architekten Wilhelm Neveling eingereichten Siegerentwurf für das Kapellenbauprogramm errichtet.

## Söhne und Töchter (Auswahl)
- Silke Stokar von Neuforn (* 1953), deutsche Politikerin (Bündnis 90/Die Grünen)